# Fieseler Fi 97
Il Fieseler Fi 97 era un monomotore quadriposto da turismo sportivo ad ala bassa sviluppato dall'azienda tedesca Gerhard-Fieseler-Werke negli anni trenta.
Realizzato su richiesta del Ministero dell'aria tedesco del periodo (RLM) per la partecipazione all'edizione del 1934 del Challenge International de Tourisme venne prodotto in soli cinque esemplari.

## Storia del progetto
Tra gli anni venti e gli anni trenta, la capacità e le intuizioni di aziende e progettisti ebbero la possibilità di essere testate grazie alla partecipazione delle manifestazioni aeronautiche, le quali assunsero negli anni una connotazione sempre più sportiva. In occasione del quarto Challenge internazionale destinato a velivoli da turismo organizzato dalla Fédération Aéronautique Internationale (FAI), la federazione che aveva assunto il compito di gestire l'aviazione sportiva internazionale, da disputarsi in Polonia, con partenza da Varsavia, tra il 28 agosto e il 16 settembre 1934, il Reichsluftfahrtministerium (RLM), che dopo l'avvento del nazismo aveva assunto l'intera gestione dell'aviazione tedesca, decise di emettere una specifica per la realizzazione di un nuovo velivolo adatto a rappresentare la Germania nazista nella competizione. Tra le caratteristiche richieste, oltre all'utilizzo delle tecnologie più avanzate allora disponibili, il modello doveva essere un monomotore a velatura monoplana.
Alla richiesta risposero tre aziende aeronautiche nazionali, la Bayerische Flugzeugwerke che stava cercando un'occasione per riproporsi sul mercato dopo un difficile periodo, la Gerhard-Fieseler-Werke e la Leightflugzeugbau Klemm che vantava una notevole esperienza nel settore, presentando rispettivamente il biposto BFW 37, e i quadriposto Fi 97 e Klemm Kl 36. Il primo, benché non si fosse in seguito rivelato tra i modelli meglio piazzati, darà origine con poche modifiche al quadriposto Messerschmitt Bf 108 prodotto in grande serie e adottato nel ruolo di aereo da collegamento e addestramento dalla Luftwaffe.
Il prototipo venne portato in volo per la prima volta nell'aprile 1934.